# Uljana Njeschewa

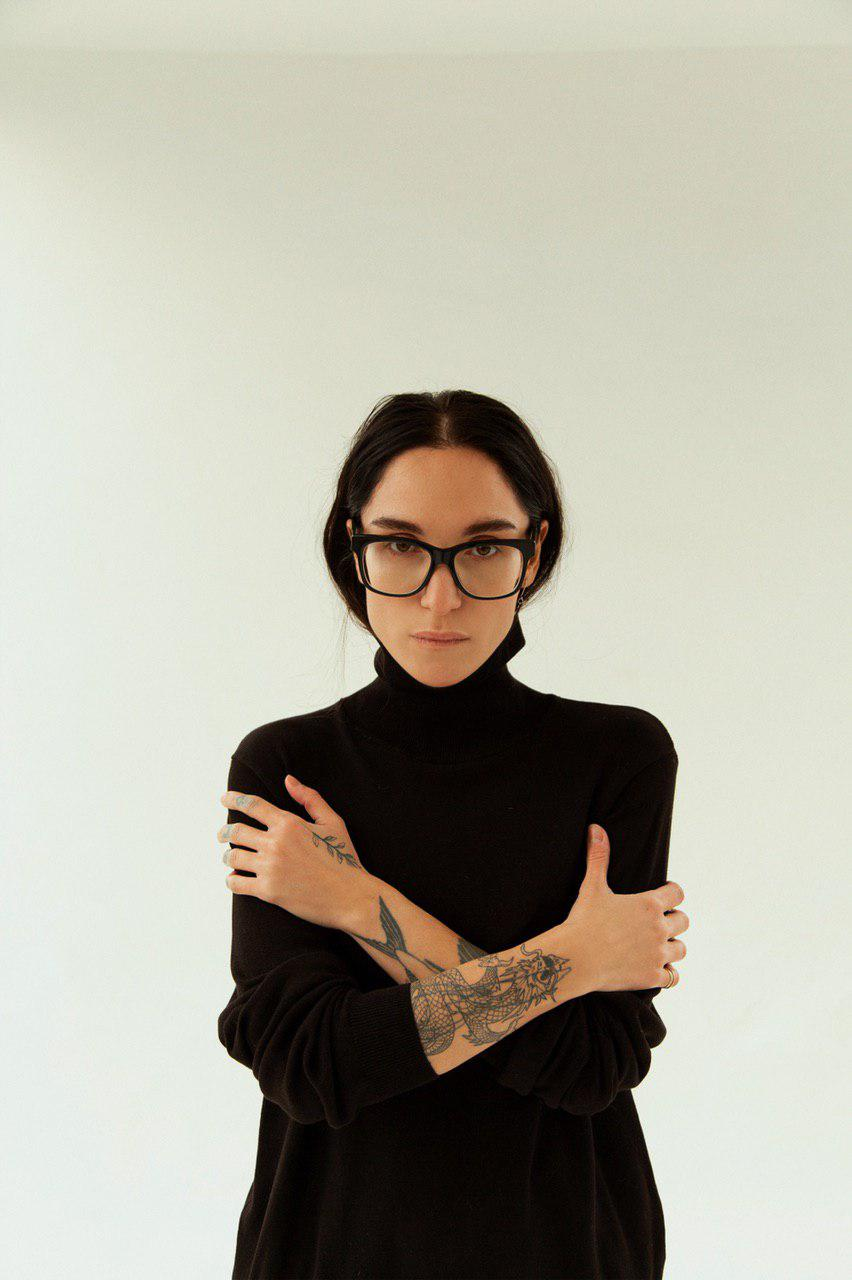
Ulyana Nesheva, 2019

Uljana Njeschewa (ukrainisch Уляна Нєшева, wiss. Transliteration Uljana Nješeva; geboren am 26. November 1983 in Kertsch) ist eine ukrainische zeitgenössische Malerin und Tattookünstlerin. Ihre Werke waren auf internationalen Ausstellungen vertreten.

## Leben
Uljana Njeschewa wurde auf der ukrainischen Halbinsel Krim geboren. Ihre Großmutter, Angelina Volozhnina, weckte ihr Interesse an Kunst und nahm sie in Kunstmuseen mit. Ihre Mutter unterstützte Njeschewas Talent früh. In einer Ausstellung in Dresden wurde Njeschewa von Raffaels Sixtinischer Madonna inspiriert. 1990 schrieb sie sich an der Kunstschule von Roman Serdiuk ein. Ab 1999 nahm Njeschewa Privatunterricht bei der ukrainischen Künstlerin Tatyana Dydnik. Sie studierte an der Kunstschule und anschließend an der Akademie für Design und Künste.
Im Jahr 2000 zog Njeschewa nach Charkow, wo sie sich an der Akademie für Design und Kunst (KSADA) einschrieb.

## Wirken
Nach ihrer Ausbildung an der Akademie für Design und Kunst in Charkow zog Njeschewa nach Kiew. Innerhalb von sechs Jahren, von 2010 bis 2016, hatte Njeschewa sechs Einzelausstellungen und schuf über 50 Gemälde. Ihre Gemälde werden in privaten Galerien der Ukraine, im Institute of Contemporary Art, Miami, sowie in privaten Sammlungen ausgestellt.
2014 begann Njeschewa, als Tätowiererin zu arbeiten und eröffnete 2017 ein Tattoo-Studio Nesheva Art Room in Kiew. Sie ist für ihren minimalistischen Tattoo-Style und ihren floralen Stil bekannt. Zu Njeschewas Kunden zählen einige ukrainische Kunstschaffende wie Nadya Dorofeeva, Evgeny Filatov, Nata Zhizhchenko und Irina Gorovaya. In den letzten Jahren hat Njeschewa ihr künstlerisches Spektrum erweitert und ihre Arbeit auf die Bereiche Mode und Grafikdesign ausgedehnt.

### Malerei

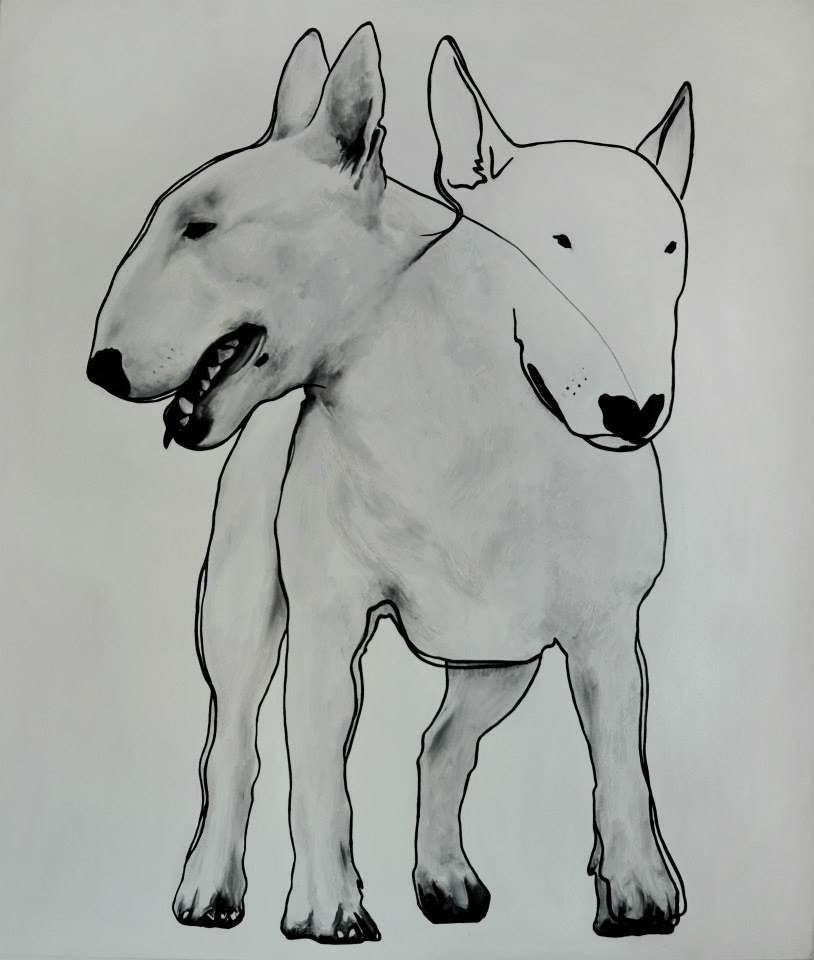
2013: Dogs, Öl auf Leinwand

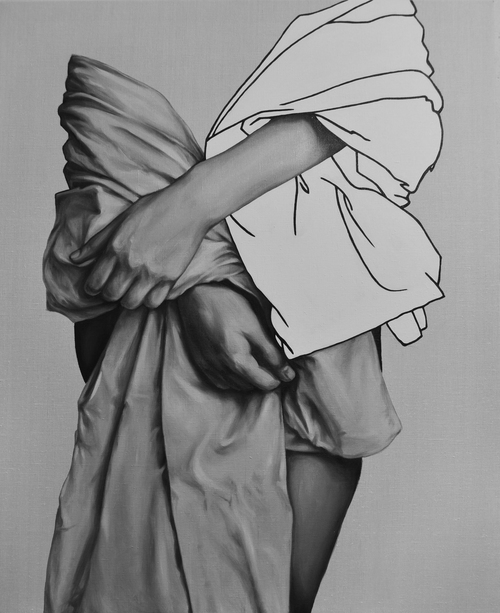
2013: Pigeon Lady, Öl auf Leinwand

Njeschewa begann ihre künstlerische Laufbahn in den frühen 2000er-Jahren, als sie eine Vielzahl von Maltechniken erforschte und Grafiken vor allem für lokale Publikationen schuf. Sie entwickelte einen Stil, der absolute Isolation, die Konservierung von Bedeutungen, ein Spiel mit der Farbpalette und fotografischer Genauigkeit, die dennoch nicht die Grenze zum Fotorealismus überschreitet, und die Fähigkeit, den Betrachter einzubeziehen, miteinander verbindet. Im Juni 2010 gewann sie den ersten Platz bei der Kyiv Art Week und im selben Jahr stellte sie ihre Werke auf der Berlin Art Week aus.
In den darauffolgenden Jahren hat Njeschewa einen zunehmend experimentellen Ansatz für ihre stilistischen Veränderungen gewählt.
Im März 2015 schuf Njeschewa Illustrationen für den Gedichtband Island Being von Artash Adriasov.
Njeschewa bezeichnet die Malerei als ihre bevorzugte Form der Kunst: „Die Malerei ist wie ein Spiegel. Du wirst in der Reflexion nie sehen, was du nicht in dir hast. Tattoos sterben mit den Menschen, aber Gemälde werden ewig leben.“

### Tattookunst
Njeschewa widmete sich 2014 der Tattookunst: „Einmal spürte ich das Bedürfnis nach einem neuen Weg der Selbstverwirklichung und beschloss, in die Tattoo-Kunst einzutauchen. So wurde aus einer intriganten Bekanntschaft eine Liebe fürs Leben. Für mich ist Tätowieren in erster Linie Kunst, und wenn Kunst zu einem integralen Bestandteil der Persönlichkeit wird, bereitet sie Freude.“ Njeschewas Interesse an der Tattoo-Kunst wurde geweckt, als ihr Freund Andrei Bezpamyatny, ein Realismus-Tätowierer, ihr zeigte, wie man die Maschine bedient.
Viele in der Ukraine bekannte Menschen haben sich von Njeschewa tätowieren lassen: Nadya Dorofeeva, Evgeny Filatov, Nata Zhizhchenko. Ihr Stil ist minimalistisch und besteht aus feinen Linien und einer lakonischen Handlung, wie sie sagte: „Ich habe intuitiv mit dem Minimalismus angefangen, bin einfach von der Grafik zu dem übergegangen, was mir am nächsten ist. Minimalismus ist die Reinheit der Linien, Lakonik, Zurückhaltung und Eleganz. Das Besondere an solchen Tätowierungen ist, dass sie sich harmonisch in die anmutigen Linien des Körpers mit seiner Hautfarbe, all den Muttermalen und Knochen einfügen.“
Lange Zeit wurde ein Lavendelzweig zum Markenzeichen ihres Tattoo-Stils. Njeschewa gilt als eine der Begründerinnen des floralen und minimalistischen Stils und wird als eine der besten Tätowiererinnen der Ukraine angesehen.
Im Jahr 2017 eröffnete Njeschewa ihr eigenes Tattoo-Studio Nesheva Art Room in Kiew. Im November 2019 wurde sie Mitglied der Nationalen Tattoo-Assoziation der Ukraine und Jurymitglied beim ersten Online-Tattoo-Festival der Ukraine. Im Jahr 2020 eröffnete sie zusammen mit anderen Kunstschaffenden ein weiteres Studio in Kiew, im historischen Stadtviertel Podil.

### Mode
Im Jahr 2012 verkündete Njeschewa ihr Interesse in der Modebranche 2015 arbeitete Njeschewa mit dem ukrainischen Label TTSWTRS, das als Grundlage für neue Kollektion und die Arbeiten von anerkannten Tattoo-Künstlern aus der ganzen Welt präsentiert.
Im Jahr 2017 hatte Nike eine Kollektion herausgebracht, bei der Njeschewa als Model warb. 2018 wurde Njeschewa eingeladen, an einem Kooperationsprojekt von Puma und Buro 24/7 teilzunehmen.
Am 14. Juli 2019 kollaborierte Njeschewa mit der ukrainischen Schmuckmarke Côte & Jeunot und lancierte eine Capsule-Kollektion mit Akzentanhängern und Ohrringen. Ihre Illustrationen wurden in Gold- und Silberschmuckstücke umgewandelt.

## Werk
Njeschewas Kunst wurde schnell bekannt und im Jahr 2008 zog sie nach Kiew und begann mit der Arbeit an ihrem ersten großen Kunstwerk. Im Juni 2010 nahm Njeschewa an der Kyiv Art Week teil, einer internationalen Kunstwoche mit einer Messe für zeitgenössische Kunst, wo sie von verschiedenen Kritikern und Kuratoren wahrgenommen wurde.
2010 war sie bei der Berlin Art Week vertreten. Leonora Yanko, eine ukrainische Galeristin, lud Njeschewa zu ihrer ersten Einzelausstellung ein, die im Mai 2011 in der Hudgraf Art Gallery in Kiew eröffnet wurde.
Im Jahr 2011 präsentierte Njeschewa ihre Arbeiten auf der Petersburg Art Week in Russland. Im Juni 2011 richtete sie in ihrer Kiewer Wohnung ein Atelier ein, in der sie mit einer Reihe von Gemälden für ihre bevorstehende Einzelausstellung zeigte. Die erste Retrospektive ihrer Werke war die Ausstellung NoConcept in der Galerie Mystetskyi Prostir 365, Kiew, im Jahr 2011. Am 7. Dezember 11 wurden zwei Gemälde Chichkan's Skull und Eyes aus der Sammlung NoConcept für die Privatsammlungen von Vasily Bondarchuk und Alena Vinnitskaya unter der Leitung von Vladimir Dantes versteigert.
Die Interpretation von Njeschewas Werken auf der visuellen Ebene beruht auf dem gedämpften emotionalen Ton dessen, was sie darstellt und dem, was tatsächlich abgebildet ist. In der Zeitschrift Art Ukraine wird Njeschewas Werk beschrieben: „In der zeitgenössischen Kunst, die sich so sehr auf Text und Ideen stützt, wird das Fehlen eines Konzepts als Konzept wahrgenommen. Deshalb mag der Titel von Neshevas Projekt, NoConcept, wie ein weiteres nonkonformistisches Spiel erscheinen, rebellische Kunst. Im Gegensatz zu den meisten zeitgenössischen Kunstwerken findet man in dieser Ausstellung nichts, was von Protest spricht oder dazu auffordert, etwas zu tun. Die meisten Werke, die in der Ausstellung gezeigt werden, sind Porträts. Das heißt, es handelt sich um Darstellungen von Menschengesichtern, was in der Kunstgeschichte üblicherweise (und manchmal fälschlicherweise) als „Porträt“ bezeichnet wird. Aber es handelt sich nicht um Porträts von echten Menschen und auch nicht um Kollektivbilder. Ihre Figuren sind zwar fotorealistisch, entsprechen aber dennoch nicht vollständig den Konventionen dieser Technik, und es fehlt ihnen nicht an Realitätsnähe. Diese 'Abdrücke' der Realität wirken wie die Hand prähistorischer Menschen in Höhlen – sie existieren, unabhängig davon, wer und warum sie gemacht wurden.“
2012 nahm Uljana Njeschewa am Festival für zeitgenössische Kunst Art Olimp, Kiew, und am First Odessa International Festival of the Arts in Odessa, teil.
Im Jahr 2016 bot die ukrainische Kunsthändlerin Anna Turayeva Njeschewa an, eine Reihe ihrer Werke auf der Art Basel auszustellen. Fünf ihrer Gemälde: Pigeon Lady, A Girl in A Musk, Black Flame, Birch, Skull und Eyes wurden im Institute of Contemporary Art, Miami, ausgestellt.

## Ausstellungen (Auswahl)
- 2010: Berlin Art Week
- 2011: NoConcept exhibition at Mystetskyi Prostir 365 Gallery, Kyiv
- 2011: Petersburg Art Week
- 2012: Festival of Contemporary arts Art Olimp, Kyiv
- 2012: First Odessa International Festival of the Arts
- 2016: Art Basel Miami
- 2016: Fashion Air Days im Contemporary Art Center M17, Kiew

## Werke (Auswahl)
- 2011: Blue Blood
- 2011: Branches
- 2012: Naked
- 2012: Birch
- 2012: A Girl in a Mask
- 2013: Red Line
- 2013: Skull
- 2013: Black Flame